# Iris hippolyti
Iris hippolyti là một loài thực vật có hoa trong họ Diên vĩ. Loài này được (Vved.) Kamelin miêu tả khoa học đầu tiên năm 1981.